# Спаљивање књига
Спаљивање књига је намерно уништавање књига или других писаних материјала ватром, које се обично спроводи у јавном контексту. Спаљивање књига представља елемент цензуре и обично проистиче из културног, верског или политичког противљења дотичним материјалима. Спаљивање књига може бити чин презира према садржају или аутору књиге, са намером да се скрене шира пажња јавности на то противљење, или да се сакрију информације садржане у тексту од јавности, као што су дневници или пословне књиге. Спаљивање и друге методе уништавања заједно су познате као библиоклазам или либрицид.
У неким случајевима, уништена дела су незаменљива и њихово спаљивање представља озбиљан губитак за културно наслеђе. Примери укључују спаљивање књига и сахрањивање учењака под кинеском династијом Ћин (213–210. п.н.е.), уништење Куће мудрости током монголске опсаде Багдада (1258), уништење астечких кодекса од стране Ицкоатла (1430-их), спаљивање мајанских кодекса по наређењу бискупа Дијега де Ланде (1562), и спаљивање јавне библиотеке у Џафни у Шри Ланки (1981).
У другим случајевима, као што је нацистичко спаљивање књига, примерци уништених књига су сачувани, али сам чин спаљивања постаје симбол суровог и репресивног режима који настоји да цензурише или ућутка неки аспект преовлађујуће културе.
У модерно доба, други облици медија, као што су грамофонске плоче, видео-траке и ЦД-ови такође су спаљивани, уситњавани или ломљени. Уништавање уметности је повезано са спаљивањем књига, како због сличних културних, верских или политичких конотација, тако и због тога што су у различитим историјским случајевима књиге и уметничка дела уништавани истовремено.
Када је спаљивање распрострањено и систематско, уништавање књига и медија може постати значајна компонента културног геноцида.

## Историја
Спаљивање књига има дугу историју као оруђе које су користиле и секуларне и верске власти у својим напорима да сузбију дисидентска или јеретичка гледишта за која се веровало да представљају претњу владајућем поретку.
Књиге нападнуте књишким мољцима понекад су спаљиване у средњем веку као рудиментарни облик контроле штеточина, а не циљане цензуре.

### Хебрејска Библија (7. век п.н.е.)
Према Хебрејској Библији, у 7. веку п.н.е., краљ Јоаким од Јудеје спалио је део свитка који је Варух бен Нерија написао по диктату пророка Јеремије (видети Књига пророка Јеремије 36).

### Спаљивање књига и сахрањивање учењака у Кини (213–210. п.н.е.)
Спаљивање књига као средство контроле владе датира још од Шанг Јанга, који је у четвртом веку пре нове ере подстицао војводу Сјаоа од Ћина да спаљује књиге. Године 213. п.н.е. Ћин Ши Хуанг, први цар династије Ћин, наредио је спаљивање књига и сахрањивање учењака, а 210. п.н.е. наводно је наредио живо сахрањивање 460 конфучијанских учењака како би остао на престолу. Иако је спаљивање књига добро документовано, живо сахрањивање учењака оспоравају савремени историчари који сумњају у детаље приче, која се први пут појавила више од једног века касније у делу Записи великог историчара званичника династије Хан, Сима Ћена. Овај догађај је проузроковао губитак многих филозофских расправа из Сто школа мишљења, док су само расправе о пољопривреди и медицини, као и збирка прорицања, преживеле. Расправе које су заговарале званичну филозофију владе („легизам”) су преживеле.

### Хришћанска спаљивања књига (80–1759. н.е.)
У Новом завету, у Делима апостолским, тврди се да је апостол Павле извео егзорцизам у Ефесу. Након што људи у Ефесу нису успели да понове исти подвиг, многи су се одрекли својих „чудесних вештина” и спалили књиге јер очигледно нису деловале.

А многи од оних који су поверовали долажаху те се исповедаху и казиваху дела своја. А многи од оних који се занимаху врачањем, сакупивши књиге своје, спалише их пред свима; и прорачунаше вредност њихову, и нађоше да је износила педесет хиљада сребрњака.

Након Првог сабора у Никеји (325. н.е.), римски цар Константин Велики издао је едикт против нетројичних аријанаца, који је укључивао наредбу за систематско спаљивање књига:
„Осим тога, ако се пронађе било који спис који је саставио Арије, треба га предати пламену, како би се не само збрисала злоћа његовог учења, већ да не остане ништа што би било кога подсећало на њега. И овим путем издајем јавну наредбу да, ако се открије да је неко сакрио спис који је саставио Арије, а није га одмах изнео и уништио ватром, његова казна биће смрт. Чим буде откривен у овом преступу, биће подвргнут смртној казни…”
Ипак, Константинов едикт о аријанским делима није се строго поштовао, јер су аријански списи или теологија заснована на њима преживели да би много касније били спаљени у Шпанији. Према Фредегаровој хроници, Рекаред, краљ Визигота (владао 586–601) и први католички краљ Хиспаније, након свог преобраћења у католицизам 587. године, наредио је да се све аријанске књиге сакупе и спале; и све књиге аријанске теологије су претворене у пепео, заједно са кућом у којој су намерно биле сакупљене.
Према Елејн Пејгелс, „Године 367. н.е., Атанасије, ревносни бискуп Александрије... издао је ускршње писмо у којем је захтевао да египатски монаси униште све такве неприхватљиве списе, осим оних које је он посебно навео као 'прихватљиве' чак и 'канонске' — списак који чини данашњи 'Нови завет'”. (Пејгелс цитира Атанасијево пасхално писмо (писмо 39) за 367. годину, које прописује канон, али њен цитат „очистите цркву од сваке нечистоће” (страна 177) се експлицитно не појављује у празничном писму.)
Јеретички текстови се не појављују као палимпсести, остругани и преписани, као што је случај са многим текстовима класичне антике. Према ауторки Ребеки Нут, мноштво раних хришћанских текстова је тако темељно „уништено” као да су јавно спаљени.
Године 1759. папа Климент XIII забранио је све публикације шведског биолога Карла Линеа у Ватикану и наредио да се сви примерци његових дела спале.

### Спаљивање несторијанских књига (435. н.е.)
Деловање Кирила Александријског (око 376–444) довело је до спаљивања готово свих списа Несторија (386–450) убрзо након 435. године. 'Списи Несторија су првобитно били веома бројни', међутим, они нису били део несторијанског или источњачког теолошког курикулума све до средине шестог века, за разлику од списа његовог учитеља Теодора Мопсуестијског и Диодора из Тарса, па чак ни тада нису били кључни текстови, тако да је релативно мало њих преживело у целини.

### Муслиманска спаљивања књига (650. н.е. – 15. век н.е.)
Усман ибн Афан, трећи калиф ислама након Мухамеда, коме се приписује надгледање сакупљања стихова Курана, наредио је након тога, око 650. године, уништавање свих других преосталих текстова који садрже стихове Курана како би се осигурало да његова верзија постане једини извор који ће други следити. Током муслиманских освајања Блиског истока, многе библиотеке, попут оне у Цезареји Приморској, спаљене су, а током освајања Хорезма књиге су уништаване како би се ослабио идентитет и отпор локалног становништва. Књиге других религија такође су експлицитно спаљиване. Године 923, манихејске књиге су спаљене на јавној капији Багдада заједно са портретом Манија. Слично томе, Сикандар Шах Мири, султан Кашмира, присиљавао је на преобраћење Хиндуса и спаљивао књиге у петнаестом веку.
Често су књиге спаљиване јер су припадале другим муслиманским деноминацијама. Током абасидске инвазије на Оман 892. године, војска Мухамеда ибн Нура спалила је књиге ибадита, што је вероватно допринело оскудности извора о раној историји југоисточне Арабије. Сунитски газнавидски владар Махмуд је након пљачке Раја спалио велики део градских библиотечких књига, јер је сматрао да су те књиге, од којих су многе биле шиитске, јеретичке. Слична ствар се догодила током селџучког освајања бујидског Багдада 1059. године, када је чувена дар ал-'илм спаљена.
Књиге су такође спаљиване у муслиманској Шпанији између десетог и дванаестог века под Омејадским, Амиридским, Абадидским, Алморавидским и Алмохадским династијама, често се радило о делима писаца који су сматрани јеретицима или изазовом за владаре. Током владавине калифа Абу Јусуфа Јакуба, поседовање књига о логици или филозофији (хикма) било је забрањено, а многе књиге, укључујући и оне чувеног Ибн Рушда, спаљене су.

### Француско спаљивање јеврејских рукописа (1244. н.е.)
Године 1244, као исход Париске расправе, двадесет четири кочије натоварене Талмудима и другим јеврејским верским рукописима запаљене су од стране француских службеника на улицама Париза.

### Шпанско спаљивање астечких и мајанских рукописа (1560-их н.е.)
Током шпанске колонизације Америка, бројне књиге написане од стране староседелачких народа спалили су Шпанци. Неколико књига које су написали Астеци спалили су шпански конкистадори и свештеници током шпанско освајање Јукатана. Упркос противљењу католичког фратра Бартоломеа де лас Касаса, бројне књиге које су Шпанци пронашли на Јукатану спаљене су по наређењу бискупа Дијега де Ланде 1562. године. Де Ланда је о инциденту написао: „Пронашли смо велики број књига са овим знаковима и, пошто нису садржале ништа у чему се не би видело сујеверје и ђаволске лажи, све смо их спалили, због чега су они (Маје) невероватно жалили и што им је нанело много бола”.

### Спаљивање књига у Тјудорској и Стјуартској Енглеској (16. век н.е.)
Оснивање Цркве Енглеске након што се краљ Хенри VIII одвојио од Католичке цркве довело је до напада протестаната на енглеске католике. Распуштање манастира довело је до уништења многих библиотека, а Едвард VI, Хенријев син, подстицао је своје поданике да униште све књиге повезане са „старим учењем”. Током Тјудорског и Стјуартског периода, протестантски грађани лојални Круни нападали су католичка верска места широм Енглеске, често спаљујући све верске текстове које би пронашли. Ове поступке је подстицала Круна, која је вршила притисак на јавност да учествује у таквим „спектаклима”. Према америчком историчару Дејвиду Кресију, током „шеснаестог и седамнаестог века спаљивање књига се развило од ретке до повремене појаве, преместило се из отвореног у затворени простор, и променило се из бирократске у квази-театралну представу”.
Са Бискупском забраном из 1599., надбискуп кентерберијски и бискуп лондонски наредили су престанак производње сатиричних стихова, као и конфискацију и спаљивање одређених постојећих дела, укључујући дела Џона Марстона и Томаса Мидлтона. Девет књига је посебно издвојено за уништење. Учењаци се не слажу око тога која су заједничка својства ових девет књига изазвала званичну увреду.

### Спаљивање Волтерових књига (18. век н.е.)
Током 18. века, дела француског филозофа и писца Волтера су више пута спаљивана од стране владиних званичника у краљевинама Француској и Пруској. Године 1734, објављивање његових Филозофских писама у граду Руану изазвало је негодовање јавности, јер је виђено као напад на стари поредак Француске. Као одговор, француске власти су наредиле да се примерци књиге јавно конфискују и спале, а Волтер је био приморан да побегне из Париза. Године 1751, пруски краљ Фридрих II Велики наредио је да се памфлет који је написао Волтер под називом Доктор Акакија јавно спали јер је вређао Пјера Луја Мопертија, председника Пруске академије наука у Берлину, чији је Фридрих био значајан покровитељ.

### Спаљивање аболиционистичких књига на америчком Југу (1859–60. н.е.)
Након напада Џона Брауна на Харперс Фери 1859. године, робовласници и њихове присталице ширили су панику о аболиционизму, верујући да ће завере против ропства довести до масовних побуна робова. Про-робовласнички јужњаци спаљивали су књиге у Мисисипију, Јужној Каролини и Тексасу, укључујући уџбенике из јавних школа. Књиге које су биле критичне према ропству или га нису довољно подржавале, спаљивачи су сматрали „анти-јужњачким”.

### Комстокова спаљивања књига у Сједињеним Државама (1873–1950. н.е.)
Ентонијево Комстоково Њујоршко друштво за сузбијање порока, основано 1873. године, уписало је спаљивање књига на свој печат као важан циљ који треба постићи. Процењује се да је Комстоков укупан допринос током дуге и утицајне каријере било уништење око 15 тона књига, 284.000 фунти (око 129.000 kg) штампарских плоча за такве „непожељне” књиге, и скоро 4.000.000 слика. Сав овај материјал је дефинисан као „развратан” према Комстоковој веома широкој дефиницији термина – коју су он и његови сарадници успешно лобирали да Конгрес Сједињених Држава угради у Комстоков закон.

### Нацистички режим (1933. н.е.)
Нацистичка влада је донела уредбу са широким основама за спаљивање материјала „који делује субверзивно на будућност нацистичке Немачке или напада корен немачке мисли, немачког дома и покретачких снага немачког народа”.

### Савезничка окупација Јапана (1945–1952. н.е.)
Шаблон:Даље
Током савезничке окупације Јапана, званичници GHQ-а забранили су било какву критику Савезника или „реакционарне” политичке идеје, а многе књиге су конфисковане и спаљене. Уништено је преко 7.000 књига.

## Спаљивања од стране аутора
Године 1588, прогнани енглески католик Вилијам кардинал Ален написао је Опомена племству и народу Енглеске, дело које оштро напада краљицу Елизабету I. Требало је да буде објављено у Шпанијом окупираној Енглеској у случају да Шпанска армада успе у својој инвазији. Након пораза Армаде, Ален је пажљиво бацио своју публикацију у ватру, и о њој се зна само преко једног од Елизабетиних шпијуна, који је украо примерак.
Карло Голдони је познат по томе што је спалио своју прву представу, трагедију под називом Амаласунта 1730-их, након што се суочио са неповољним критикама.
Хасидски рабин Нахман из Браслава наводно је написао књигу коју је сам спалио 1808. године. До данашњег дана, његови следбеници жале за „Спаљеном књигом” и у преживелим списима свог рабина траже трагове о томе шта је изгубљена књига садржала и зашто је уништена.
Николај Гогољ је спалио другу половину свог магнум опуса из 1842. године Мртве душе, пошто је пао под утицај свештеника који га је убедио да је његово дело грешно; Гогољ је касније то описао као грешку.
Као што је забележено у интензивно истраженој књизи Клер Томалин „Невидљива жена”, познато је да је Чарлс Дикенс направио велику ломачу од својих писама и приватних папира, као и да је тражио од пријатеља и познаника да му врате писма која им је писао или да их сами униште – и већина је удовољила његовом захтеву 1850-их и 1860-их година. Дикенсова намера била је да уништи доказе о својој афери са глумицом Нели Тернан. Судећи према преживелим Дикенсовим писмима, уништени материјал – чак и ако није био намењен објављивању – могао је имати значајну књижевну вредност.
Мартин Гарднер, познати стручњак за дело Луиса Керола, верује да је Керол написао ранију верзију Алиса у земљи чуда 1860-их година, коју је касније уништио након што је написао детаљнију верзију коју је поклонио девојчици Алиси која је инспирисала књигу.
1870-их godina Чајковски је уништио комплетан рукопис своје прве опере, Војвода. Деценијама касније, током совјетског периода, Војвода је постхумно реконструисана из сачуваних оркестарских и вокалних делова и композиторових скица.

### 20. век
Алберто Сантос-Думон, након што га је француска влада 1914. сматрала шпијуном, а затим му полиција опростила ту обману, уништио је све своје аеронаутичке документе. Следеће године, према поговору историјског романа „De gevleugelde”, Артур Јапин каже да је, када се Думон вратио у Бразил, „спалио све своје дневнике, писма и цртеже”.
Након што је Хектор Хју Манро (познатији под псеудонимом Саки) убијен у Првом светском рату у новембру 1916, његова сестра Етел уништила је већину његових списа.
Постоје значајни докази да је фински композитор Јан Сибелијус радио на Осмој симфонији. Обећао је премијеру ове симфоније Сергеју Кусевицком 1931. и 1932, а лондонско извођење 1933. под Базилом Камероном чак је и најављено јавности. Међутим, таква симфонија никада није изведена, а једини конкретан доказ о постојању симфоније на папиру је рачун из 1933. за препис првог става и кратки нацрти фрагмената први пут објављени и изведени 2011. Сибелијус је увек био прилично самокритичан; приметио је својим блиским пријатељима: „Ако не могу да напишем бољу симфонију од моје Седме, онда ће то бити моја последња.” Пошто рукопис није сачуван, извори сматрају да је вероватно да је Сибелијус уништио већину трагова партитуре, вероватно 1945. године, током које је сигурно бацио велики број папира у ватру.
Аино, Сибелијусова супруга, присетила се да је „1940-их година у Аиноли [где је живео брачни пар Сибелијус] био велики ауто-да-фе. Мој муж је сакупио бројне рукописе у корпу за веш и спалио их на отвореној ватри у трпезарији. Делови Карелија свите су уништени – касније сам видела остатке страница које су биле истргнуте – и многе друге ствари. Нисам имала снаге да будем присутна и напустила сам собу. Зато не знам шта је бацио на ватру. Али након тога, мој муж је постао мирнији и постепено бољег расположења.” Претпоставља се да је међу уништеним папирима био и нацрт Сибелијусове Осме симфоније – на којој је радио почетком 1930-их, али којом није био задовољан.
Џо Шустер, који је заједно са Џеријем Сигелом створио измишљеног суперхероја Супермена, 1938. године спалио је прву причу о Супермену, мислећи да неће наћи издавача.
Аксел Јенсен је дебитовао као романописац у Ослоу 1955. са романом Dyretemmerens kors, али је касније спалио преостале непродате примерке књиге.
У августу 1963, када је К. С. Луис дао оставку на Магдален колеџ, Кембриџ и када су се његове собе тамо чистиле, Луис је дао инструкције Дагласу Грешаму да уништи све његове недовршене или некомплетне фрагменте рукописа – што научници који истражују Луисов рад сматрају тешким губитком.
Године 1976. противници венецуеланског либералног писца Карлоса Ранхела јавно су спалили примерке његове књиге Од племенитог дивљака до племенитог револуционара у години њеног објављивања на Централни универзитет Венецуеле.

## Књиге спасене од спаљивања
У католичкој хагиографији, Свети Винсент из Сарагосе се помиње као неко коме је понуђен живот под условом да преда Свето писмо ватри; он је то одбио и био је мучен. Често је приказан како држи књигу коју је заштитио својим животом.
Још једна католичка светица која је спасавала књиге је Света Виборада из 10. века. Њој се приписује да је 925. године предвидела инвазију тада паганских Мађара на њен регион у Швајцарској. Њено упозорење омогућило је свештеницима и верницима из Сент Галена и Сент Магнуса да сакрију своје књиге и вино и побегну у пећине у оближњим брдима. Виборада је одбила да побегне и убили су је пљачкаши, а касније је канонизована. У уметности, она се обично представља како држи књигу да означи библиотеку коју је спасила, и сматра се заштитницом библиотека и библиотекара.
Током обиласка Тирингије 1525. године, Мартин Лутер се разбеснео због масовног спаљивања библиотека заједно са другим зградама током Немачког сељачког рата, написавши као одговор Против убилачких, лоповских хорди сељака.
Током Револуција 1848. у Аустријском царству, Царска дворска библиотека (сада Аустријска национална библиотека) била је у екстремној опасности када је бомбардовање Беча изазвало пожар у Хофбургу, где се налазила Царска библиотека. Пожар је благовремено заустављен – спасавајући небројене незаменљиве књиге, марљиво сакупљене од стране многих генерација хабзбуршких царева и научника у њиховој служби.
На почетку битке за Монте Касино у Другом светском рату, два немачка официра – потпуковник Јулијус Шлегел (римокатолик), рођен у Бечу, и капетан Максимилијан Бекер (протестант) – имали су предострожност да пребаце архиве Монте Касина у Ватикан. У супротном, архиве – које су садржале огроман број докумената везаних за 1500-годишњу историју опатије, као и око 1.400 незаменљивих рукописних кодекса, углавном патристичких и историјских – биле би уништене у савезничком бомбардовању које је готово потпуно уништило опатију недуго затим. Брзом акцијом ова два официра спасене су и збирке Китс-Шели спомен-куће у Риму, које су у децембру 1942. послате у опатију на чување.
Сарајевска хагада – један од најстаријих и највреднијих јеврејских илуминираних рукописа, са огромном историјском и културном вредношћу – сакривена је од нациста и њихових усташких сарадника од стране Дервиша Коркута, главног библиотекара Народног музеја у Сарајеву. Ризикујући сопствени живот, Коркут је прокријумчарио Хагаду из Сарајева и дао је на чување муслиманском свештенику у Зеници, где је била сакривена до краја рата испод подних дасака џамије или муслиманске куће. Хагада је поново преживела уништење током ратова који су уследили након распада Југославије.
Током 1940-их у Француској, група антифашистичких изгнаника створила је Библиотеку спаљених књига у којој су се налазиле све књиге које је Адолф Хитлер уништио. Ова библиотека је садржала примерке наслова које су нацисти спалили у својој кампањи чишћења немачке културе од јеврејских и страних утицаја, као што су пацифистичка и декадентна књижевност. Сами нацисти су планирали да направе „музеј” јудаизма када се Коначно решење заврши како би сместили одређене књиге које су сачували.

## Постхумно уништавање дела
Када је Вергилије умро, оставио је упутства да се његов рукопис Енејиде спали, јер је то била радна верзија са неисправљеним грешкама, а не коначна верзија за објављивање. Међутим, ово упутство је игнорисано. Управо Енејиди, објављеној у овом „несавршеном” облику, Вергилије дугује своју трајну славу – и сматра се једним од највећих ремек-дела класичне књижевности у целини.
Пре своје смрти, Франц Кафка је написао свом пријатељу и књижевном извршитељу Максу Броду: „Најдражи Макс, моја последња жеља: Све што остављам за собом... у виду дневника, рукописа, писама (мојих и туђих), скица и тако даље, [треба] да се спали непрочитано.” Брод је пренебрегао Кафкине жеље, верујући да му је Кафка дао ова упутства управо зато што је знао да их неће поштовати – Брод му је то и рекао. Да је Брод извршио Кафкина упутства, готово целокупно Кафкино дело – осим неколико кратких прича објављених за његовог живота – било би заувек изгубљено. Већина критичара, тада и данас, оправдава Бродову одлуку. У свом предговору Кафкином Замку, Брод је забележио да је, улазећи у Кафкин стан након његове смрти, пронашао неколико великих празних фасцикли и трагове спаљеног папира – рукописи који су се налазили у тим фасциклама очигледно су уништени од стране самог Кафке пре његове смрти. Брод је изразио бол због неповратног губитка овог материјала и срећу што је спасио толико Кафкиних дела од немилосрдности њиховог творца.
Сличан случај се тиче чувене америчке песникиње Емили Дикинсон, која је умрла 1886. и оставила својој сестри Лавинији упутство да спали све њене папире. Лавинија Дикинсон је спалила готово сву преписку своје сестре, али је протумачила тестамент тако да не укључује четрдесет свезака и лабавих листова, испуњених са скоро 1800 песама; њих је Лавинија сачувала и почела да објављује те године. Да је Лавинија Дикинсон била строжа у извршавању сестриног тестамента, готово целокупно песничко дело Емили Дикинсон, осим неколико песама, било би изгубљено.
Почетком 1964. године, неколико месеци након смрти К. С. Луиса, његов књижевни извршитељ Волтер Хупер спасио је рукопис од 64 стране из ломаче ауторових списа – спаљивање је извршено према Луисовом тестаменту. Године 1977, Хупер га је објавио под именом Мрачна кула. Очигледно је био замишљен као део Луисове Свемирске трилогије. Иако недовршен и очигледно рани нацрт који је Луис напустио, његово објављивање изазвало је велико интересовање и континуирану расправу међу Луисовим обожаваоцима и истраживачима његовог дела.

## Модерни библиоклазам
Иако већина светских друштава осуђује чин уништавања књига, спаљивање књига се и даље дешава у мањем или већем обиму.

### 20. век
У Азербејџану, када је усвојена модификована латиница, књиге објављене на арапском писму су спаљиване, посебно оне објављене крајем 1920-их и 1930-их. Текстови нису били ограничени на Куран; медицински и историјски рукописи су такође уништени.
Спаљивање књига су редовно организовали јуришни одреди у нацистичкој Немачкој 1930-их година како би се уништила „дегенерисана” дела, посебно дела јеврејских аутора попут Томаса Мана, Марсела Пруста и Карла Маркса. Једно од најозлоглашенијих спаљивања књига у 20. веку догодило се у Франкфурту, у Немачкој, 10. маја 1933. У организацији Јозефа Гебелса, књиге су спаљиване на свечан начин, уз музику, маршеве и песме. У настојању да „очисти” немачку културу од „не-немачког” духа, Гебелс је приморао студенте (које су подстицали њихови професори) да изведу спаљивање књига. За неке би се ово могло лако одбацити као детињасте акције младих, али за многе у Европи и Америци то је био ужасан приказ моћи и непоштовања. Током денацификације која је уследила након рата, литература коју су Савезници запленили претворена је у целулозу, а не спаљена.
Године 1937, током диктатуре Жетулија Варгаса у Бразилу, неколико књига аутора попут Жоржеа Амада и Жозеа Линса до Рега спаљено је у антикомунистичком чину.
У Народној Републици Кини од 1940-их до данас, библиотечки званичници јавно објављују спаљивање „илегалних публикација, верских публикација”.
Године 1942, локални католички свештеници приморали су ирског приповедача Тимотија Баклија да спали књигу Кројач и Ансти Ерика Кроса о Баклију и његовој жени, због њене сексуалне искрености.
Током 1950-их, преко шест тона књига Вилхелма Рајха спаљено је у САД у складу са судским налозима. Године 1954, дела Мордекаја Каплана спалили су ортодоксни јеврејски рабини у Америци, након што је Каплан био екскомунициран.
У Данској је 23. јуна 1955. одржано спаљивање стрипова. Била је то ломача која се састојала од стрипова на чијем је врху био картонски изрез у природној величини Фантома.
Током војне диктатуре у Бразилу (1964–1985), коришћене су различите методе цензуре, међу којима су биле мучење и спаљивање књига од стране ватрогасаца.
Дела која славе спаљивање књига појављивала су се у уметности и другим медијима. Такав је случај у Италији 1973. са Спаљивањем јеретичких књига, барељефом Ђованија Батисте Маинија изнад бочних врата на фасади базилика Санта Марија Мађоре у Риму, који приказује спаљивање „јеретичких” књига као тријумф праведности.
Током година чилеанске војне диктатуре под Аугустом Пиночеом од 1973. до 1990, стотине књига је спаљено као начин репресије и цензуре левичарске литературе. У неким случајевима, чак су и књиге о кубизму спаљиване јер су војници мислили да то има везе са Кубанском револуцијом.
Године 1981, јавна библиотека у Џафни у Џафни, Шри Ланка, спаљена је од стране синхалешке полиције и паравојних формација током погрома против мањинског тамилског становништва. У време спаљивања, садржала је скоро 100.000 тамилских књига и ретких докумената.
Ћел Лудвик Квавик, високи норвешки званичник, имао је склоност да уклања мапе и друге странице из ретких књига, што је у јануару 1983. приметила млада студенткиња. Студенткиња, Барбро Анденаес, пријавила је поступке високог званичника надзорнику читаонице, а затим и главном библиотекару универзитетске библиотеке у Ослу. Оклевајући да објаве оптужбу против Квавика јер би то значајно наштетило његовој каријери, чак и ако би се показало да је лажна, медији нису открили његово име док полиција није претресла његову кућу. Власти су заплениле 470 мапа и графика, као и 112 књига које је Квавик илегално набавио. Иако ово можда није била велика, насилна демонстрација каква се обично дешава током ратова, Квавиков презир према библиотекама и књигама показује да уништавање књига на било којој скали може утицати на целу земљу. Овде је високи званичник у норвешкој влади био осрамоћен, а универзитетска библиотека је добила надокнаду само за мали део трошкова насталих због губитка и уништења ретких материјала и безбедносних промена које су морале бити направљене као резултат тога. У овом случају, привлачност личне добити и жеља за унапређењем сопствене колекције били су узроци скрнављења ретких књига и мапа. Иако главни циљ није било уништење ради уништења, настала штета на ефемери и даље има тежину у библиотечкој заједници.
Године 1984, током индијског напада на Златни храм Сика, индијске снаге су опљачкале Сикску референтну библиотеку која је чувала непроцењиве рукописе и записе везане за историју Сика и ширу историју. Велики део материјала је конфискован, а преостале новинске архиве и сл. су касније спаљене од стране војске, која је лажно тврдила да је пожар избио услед унакрсне ватре између сикских милитаната и владиних снага. Судбина великог броја дела која су нестала током напада је непозната.
Године 1984, у амстердамски Јужноафрички институт упала је организована група која је имала за циљ да скрене пажњу на неједнакост апартхејда. Добро организовани и уверавајући посетиоце библиотеке да им се ништа неће догодити, чланови групе су систематски разбијали машине за микрофиш и бацали књиге у оближњи канал. Без обзира на садржај који се уништавао, полица за полицом је чишћена од свог садржаја док група није отишла. Особље је вадило књиге из воде у нади да ће спасити ретка издања путописа, докумената о Бурским ратовима и савремених материјала који су били и за и против апартхејда. Многи од ових материјала су уништени уљем, мастилом и бојом које су анти-апартхејд демонстранти бацали по библиотеци. Свет је био огорчен губитком знања који су ови демонстранти проузроковали, и уместо да подржи њихов циљ и скрене пажњу људи на питање апартхејда, међународна заједница је осудила њихове поступке у амстердамском Јужноафричком институту. Неки од демонстраната су се јавили и покушали да оправдају своје поступке оптужујући институт да је про-апартхејдски и тврдећи да се ништа не ради на промени статуса кво у Јужној Африци.

### 21. век
Појава дигиталног доба резултирала је каталогизацијом огромне колекције писаних дела, искључиво или првенствено у дигиталном облику. Намерно брисање или уклањање ових дела често се назива новим обликом спаљивања књига. На пример, Amazon, највеће светско онлајн тржиште, све чешће забрањује продају контроверзних књига. Чланак у The New York Times-у известио је да „продавци књига који продају на Amazonu кажу да трговац нема кохерентну филозофију о томе шта одлучује да забрани, и чини се да се углавном руководи жалбама јавности”.
Библиокластички инцидент догодио се у Маламбимби, Нови Јужни Велс, Аустралија 2009. године. Описан као „исти као ритуално спаљивање књига у нацистичкој Немачкој”, церемонију спаљивања књига одржали су ученици „друштвено штетног култа” Universal Medicine, езотеричног исцелитељског бизниса у власништву Сержа Бенхајона. Ученици су позвани да баце своје књиге на ломачу. Већина књига је била о кинеској медицини, кинезиологији, акупунктури, хомеопатији и другим алтернативним методама лечења, које је све Бенхајон прогласио злим или „праном”.
Руски националисти су спаљивали украјинске историјске књиге на Криму 2010. године. Проруски демонстранти су спаљивали књиге у источној Украјини 2014. године.
Од почетка Јеменског грађанског рата 2014. године, многе зејдитске библиотеке су уништене, често намерно од стране салафистичких милитаната. Ове библиотеке су јединствени део културног живота Јемена због свог интелектуалног наслеђа и очувања учења мутазилита.
Године 2015, ИСИС је спалила око 8.000 књига које је узела из Централне библиотеке у Мосулу, укључујући неке књиге и рукописе старе и до 800 година, јер су наводно „промовисале неверство и позивале на непослушност Алаху”. Неки локални власници књижара тврдили су да група спаљује само 'обичне књиге', а да намерава да прода ретке књиге на црном тржишту како би финансирала своје операције.
Након неуспелог покушаја државног удара у Турској 2016., турска влада је спалила 301.878 књига које су сматране повезаним са ударом или његовим наводним вођом, Фетулахом Гуленом, укључујући 18 уџбеника са речју „Пенсилванија” у њима. Фотографије спаљивања књига постале су вирална сензација на интернету након што их је објавио сајт Kronos27.
У априлу 2019. у Пољској, свештеници у Гдањску су спаљивали књиге Хари Потер.
Године 2019, франкофонски католички школски одбор Провиденс у југозападном Онтарију одржао је церемонију 'прочишћења пламеном' и спалио око тридесет недавно забрањених дечјих књига. Пепео је коришћен као ђубриво за садњу дрвећа, а према учесницима, акција је имала за циљ 'да се негативно претвори у позитивно'. Међу књигама су били Тинтин и Астерикс, које су сматране штетним за староседелачке народе.
Од увођења контроверзног закона о националној безбедности у Хонгконгу 2020. године, забележено је више случајева библиоклазма. Убрзо након увођења новог закона, књиге истакнутих хонконшких продемократских личности, укључујући Џошуу Вонга и Тању Чен, уклоњене су из јавних библиотека. Године 2021, 29 претходно доступних наслова о масакру на Тргу Тјенанмен потпуно је уклоњено из јавних библиотека, док је 94 од преосталих 120 наслова доступно само на захтев. Године 2022, према извештајима локалних медија, три средње школе су уклониле више од 400 књига од јуна 2021. За разлику од спаљивања књига у јавним библиотекама, школе нису добиле конкретне критеријуме, већ су морале саме да врше аутоцензуру. Уклоњени наслови укључивали су оне везане за протесте у Хонгконгу 2019–2020, масакр на Тргу Тјенанмен и затворене активисте. Исте године, влада Хонгконга је такође одбила да достави списак књига које су уклоњене из јавних библиотека.
У фебруару 2021. неке верске заједнице у Сједињеним Државама почеле су да одржавају церемоније спаљивања књига како би привукле пажњу и јавно осудиле јеретичка веровања. У Тенесију, пастор Грег Лок одржавао је проповеди уз спаљивање књига попут Хари Потера и Сумрака. Овај тренд позивања на спаљивање књига које су у сукобу са нечијом идеологијом наставио се и у политичкој сфери. Два члана школског одбора у Вирџинији, Рабих Абуисмаил и Кирк Твиг, подржали су спаљивање недавно забрањених књига како би њихове идеје држали подаље од јавности. У септембру 2023, државни сенатор Мисурија и кандидат за гувернера Бил Ајгел показао је бацач пламена на предизборном догађају и обећао да ће спалити „воук порнографске књиге ... на предњем травњаку гувернерове виле” ако буде изабран.
Током руске инвазије на Украјину, познато је уништавање украјинских књига, посебно о историји Украјине и историји руско-украјинског рата. У Мариупољу, Руси су спалили све књиге из библиотеке цркве Петра Могиле. У привремено окупираном Мариупољу, руски освајачи су бацали књиге из библиотечких збирки Приазовског државног техничког универзитета. Руска „војна полиција” је запленила и уништила књиге о украјинској историји и култури на окупираним територијама на североистоку Украјине. Постоје и случајеви уништавања и оштећења украјинских архива са документима о совјетској репресији и покушаји увођења руских програма реедукације у Мелитопољу.

## Спаљивање књига Сика
У сикизму, сви примерци њихове свете књиге, Гуру Грант Сахиб, који су превише оштећени за употребу, као и сваки штампарски отпад који садржи било који део њеног текста, кремирају се. Овај ритуал се назива Аган Бхет, и сличан је ритуалу који се изводи приликом кремације преминулог Сика.

## Спаљивање књига у популарној култури
- У поглављима 6 и 7 првог дела Дон Кихота,[122] парохијски свештеник, рођаци и пријатељи насловног лика испитују његову библиотеку, пуну витешких романа и других књига, и одлучују да већину спале и запечате собу. Коментари свештеника омогућавају аутору Мигелу де Сервантесу да хвали или осуђује књиге, док суптилно сатиризује шпанску инквизицију.[123][124]
- У својој драми из 1821, Алмансор, немачки писац Хајнрих Хајне – осврћући се на спаљивање муслиманске свете књиге, Курана, током шпанске инквизиције – написао је: „Тамо где спаљују књиге, на крају ће спаљивати и људе.” (Dort, wo man Bücher verbrennt, verbrennt man auch am Ende Menschen.). Више од једног века касније, Хајнеове сопствене књиге биле су међу хиљадама томова које су спалили нацисти на берлинском Бебелплацу, иако је његова песма „Лорелај” наставила да се штампа у немачким уџбеницима као дело „непознатог аутора”.[125][126]
- Спаљивање књига имало је малу улогу у роману Пут у средиште Земље Жила Верна из 1864. године. Након што професор Лиденброк дешифрује спис Арнеа Сакнусема и покушава да понови његово наводно подземно путовање, његов нећак Аксел протестује да би требало да проуче више његових дела пре него што донесу било какве исхитрене одлуке. Професор Лиденброк објашњава да је то немогуће: Сакнусем је био у немилости у својој домовини, чији су владари наредили спаљивање свих његових списа након његове смрти.
- У роману Фаренхајт 451 Реја Бредберија из 1953. године, о култури која је забранила књиге због презира према учењу, књиге се спаљују заједно са кућама у којима су сакривене.[3][123]
- У филму Футлуз из 1984. године, спаљивање књига је тема која је 2023. године повезана са Недељом забрањених књига.[127]